# 小屋浦のマッカ
小屋浦のマッカ（こやうらのマッカ）とは、広島県安芸郡坂町小屋浦地区の秋祭りで登場する、2メートルぐらいの竹の棒を持っ神の使い。

## 特徴
身長が高い。2人のマッカと火男、おかめが竹の棒で人に不意打ちをする。

## 祭りの理由
町の人の無病息災を願った「新宮社」が生み出したと言われる。町には反対者もとても多いが、新宮社の神の使いという伝説がある。
広島県呉市の「呉のやぶ」、広島県尾道市「尾道ベッチャー鬼」もある。